# Оус
О́ус (рос. Оус) — селище у складі Івдельського міського округу Свердловської області.
Населення — 1191 особа (2010, 1666 у 2002).
До 21 липня 2004 року селище мало статус селища міського типу.